# Vadebra macleari
Vadebra macleari är en fjärilsart som beskrevs av Butler 1887. Vadebra macleari ingår i släktet Vadebra och familjen juvelvingar. Inga underarter finns listade i Catalogue of Life.